# Seninghem
Seninghem (Nederlands: Seningem) is een gemeente in het Franse departement Pas-de-Calais (regio Hauts-de-France) en telt 544 inwoners (2004). De plaats maakt deel uit van het arrondissement Sint-Omaars.

## Naam
De plaatsnaam heeft een Oudnederlandse herkomst. De oudste vermelding is uit het jaar 857 als Sinningahem. Het betreft een samenstelling, waarbij het eerste element een afleiding is van een persoonsnaam + het afstammingsuffix -ing +  -heem (woonplaats, woongebied, dorp, buurtschap). De betekenis van de plaatsnaam is dan: 'woning, woonplaats van de lieden van X'. De huidige Franstalige plaatsnaam is hiervan een fonetische nabootsing.
De spelling van de naam van het dorp heeft door de eeuwen heen gevarieerd. Chronologisch heette het achtereenvolgens: Sinningahem of Siningahem (668-877), Siningehem (1091), Seningaham (1127), Siniggahem (1132), Sininghehem (v. 1136), Sinenghem en Sinninghem (1157), Sinnighem en Sininghem (1166-1173), Seninghem (1173), Sinighem (1182), Sinnigehem (v. 1183), Sinniggehem (1189), Sinningeem (1191), Sinnenghem (1193), Seningkehem (1199), Seningeham (1211), Sennigeham en Seninghehem (1218), Seningham en Seningueam (1220), Zininghem (1227), Seningehem (1228), Sinninghem (1231), Sallingheam (1239), Selingueham en Sellingueham (1240), Selinghaam (1268), Senighehem (1286), Selinguehan (1323-1324), Zinighem en Seninguehem, Sequincgehen (1507), Seninguhen (1670) Hierna kreeg en behield het zijn huidige naam en spellingswijze.

## Geografie
De oppervlakte van Seninghem bedraagt 14,9 km², de bevolkingsdichtheid is 36,5 inwoners per km².
De onderstaande kaart toont de ligging van Seninghem met de belangrijkste infrastructuur en aangrenzende gemeenten.

## Demografie
Onderstaande figuur toont het verloop van het inwonertal (bron: INSEE-tellingen).